# 埃伯斯多夫 (施泰尔马克州)
埃伯斯多夫是奥地利施蒂利亚州哈特贝格县的一个市镇。总面积17.19平方公里，总人口1191人，人口密度69.3人/平方公里（2005年）。